# Edgar Martins
Edgar Martins (ur. ?) – mozambicki pływak.
Reprezentował swój kraj w pływaniu na Letnich Igrzyskach Olimpijskich 1980, zajmując 39. miejsce w wyścigu na 100 metrów stylem dowolnym.